# Amarillo
Amarillo je město v okresech Randall County a Potter County ve státě Texas ve Spojených státech amerických. K roku 2010 zde žilo 190 695 obyvatel. S celkovou rozlohou 233,9 km² byla hustota zalidnění 746 obyvatel na km². Je 16. nejlidnatějším městem v Texasu, 187. nejlidnatější město v USA a vůbec nejlidnatější město v oblasti zvané Texas Panhandle. 
V minulosti neslo město název Oneida. Město leží v nadmořské výšce přes 1 100 m n. m. Ve 30. letech 20. století město zasáhla tzv. Dust Bowl.